# Lignières (Alta Francia)
Lignières è un comune francese di 143 abitanti situato nel dipartimento della Somme nella regione dell'Alta Francia.

## Società

### Evoluzione demografica
Abitanti censiti